# Вьеттел (футбольный клуб)
«Вьеттел» (вьет. Câu lạc bộ bóng đá Viettel), известный просто как «Вьеттел» или «Ханой Вьеттел») — вьетнамский профессиональный футбольный клуб, базирующийся в Ханое. Клуб принадлежит Спортивному центру «Вьеттел», входящему в группу «Вьеттел», и участвует в чемпионате Вьетнама, высшем уровне вьетнамской системы футбольных лиг.
«Вьеттел» является наследником футбольного клуба «Тхеконг», который являлся одним из ведущих команд страны.

## История
В конце 2009 года великий «Тхэконг» окончательно рухнул. Команду реформировали, перепродали и переименовали. «Вьеттелу» понадобилось 10 лет, чтобы полностью возродить престиж своего предка. В начале "Вьеттел" вылетел во вторую, а затем и вовсе в третью лигу и смог выбраться обратно во второй дивизион лишь в 2016 году. Там «Вьеттел» сыграл три сезона, в последнем оформив путёвку в высшую лигу. В 2020 «Вьеттел» смог выиграть чемпионат, однако при этом в 4-й раз уступил в финале кубка. Победа в V-лиге гарантировала групповой этап Лиги чемпионов АФК 2021, где «Вьеттел» занял 3-е место, обыграв дважды филиппинский «Кая» с общим счётом 6:0.

## Дерби
У современного «Вьетелла» есть одно главное противостояние с клубом «Ханой», это противостояние так и называется — «Ханойское дерби». Основано на том, что команды базируются в одном городе и даже на одном стадионе. Последнее время эти команды выходят в лидеры чемпионата.

## Достижения
Чемпионат

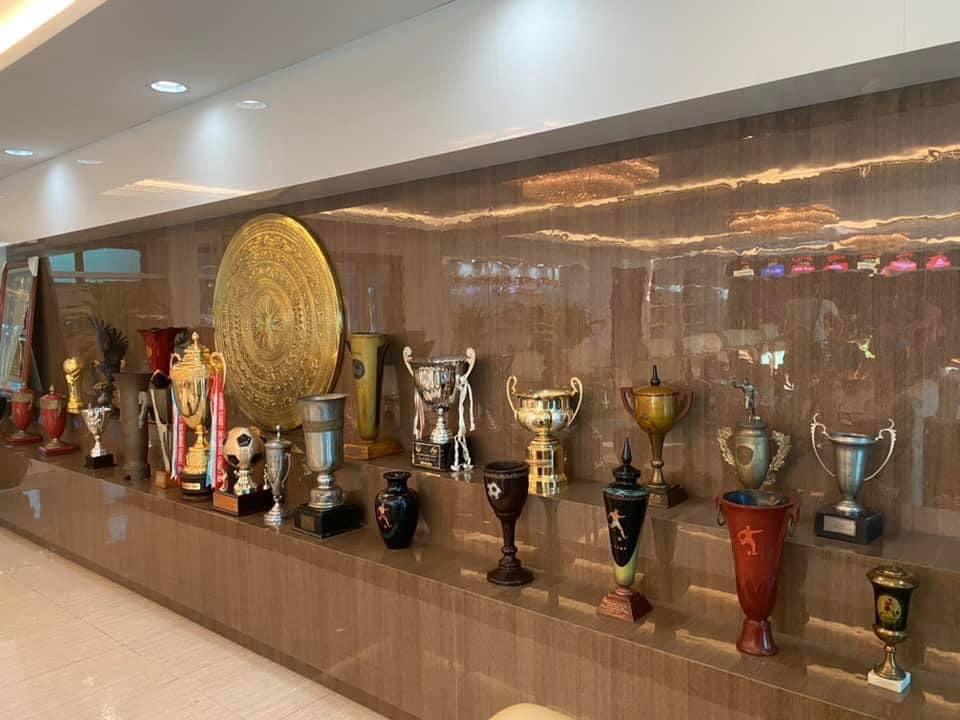
19 титулов «Вьеттела»

- V-лига 1 / A1 Национальная лига / Хоа Бинь Лига:

 Чемпион : (19; рекорд) 1955, 1956, 1958, 1969, 1971, 1972, 1973, 1974, 1975, 1976, 1977, 1978, 1979, 1981-82, 1982-83, 1987, 1990, 1998, 2020.
 Вице-чемпион : (4) 1984, 1989, 1986, 1992.
 Третье место : (3) 1993-94, 1997, 2000-01.
- V-лига 2:

 Чемпион : (2) 2007, 2018.
 Вице-чемпион : (1) 2016 (Как «Вьеттел»)
- Вторая лига: (Как «Вьеттел»)

 Чемпион : 2015
 Вице-чемпион : 2009.
- Третья лига (Как «Вьеттел»)

 Чемпион : 2008.
Кубок
- Кубок Вьетнама по футболу:

 Финалист : (4) 1992, 2004, 2009, 2020.
- Суперкубок Вьетнама по футболу:

 Победитель : (1) 1999.
 Финалист : (1) 2020.